# Мірошниченко Марія Андріївна
Марія Андріївна Мірошниченко (Марійка Мірошниченко; нар. 8 березня 2002, Київ) — українська співачка, переможниця всеукраїнських та міжнародних дитячих конкурсів «Музична школа», «Академконцерт», «Столиця запрошує», «Зорепад», «Южный экспресс», «Осінні зорі», «SkyMall Talent Fest», «Kiev Art Time», «Сонце-Радість-Краса», «Дитячий пісенний вернісаж», «Слов'янський вінець», «Кришталева зірка».

## Біографія
Народилась 8 березня 2002 року у м. Києві. У 2009 році прийшла вчитися вокалу до поетеси і композиторки Вікторії Малиновської у дитячий театр пісні «Світ чудес». Відтоді бере участь у всеукраїнських та міжнародних конкурсах з вокалу. Грає головні ролі у музичних виставах театру, зокрема у мюзиклах «12 місяців», «Новий рік у смарагдовому місті», які неодноразово гралися в Академії Збройних Сил України для дітей військовослужбовців.
На великій сцені Марія дебютувала у віці 8 років (у 2010 році) із пісенькою падчерки з мюзиклу «12 місяців». У 2012 році серед інших учасників представляла Україну на міжнародному фестивалі «Сонце-Радість-Краса» (Слънце-Радост-Красота) у м.Несебр, Болгарія, де виборола 1-е місце. У 2013 році представляла Україну на міжнародному фестивалі «Слов'янський вінець» (Славянски венец) у c.Кранево, Болгарія, де також виборола 1-е місце.
Співає авторські пісні, написані спеціально для неї.
Навчається в музичній школі по класу фортепіано. Також займається образотворчим мистецтвом та хореографією.

## Нагороди
- 2011 — «Южный экспресс», Київ — 1-а премія.
- 2011 — «Веселі канікули осені» — 1-а премія.
- 2011 — «SkyMall Talent Fest» — Гран Прі.
- 2012 — «Зорепад» — Гран Прі.
- 2012 — «Южный экспресс», Ялта — Гран Прі.
- 2012 — «Осінні Зорі» — Гран Прі.
- 2012 — «Kiev Art Time» — 1-а премія.
- 2012 — «Музична школа» — 1-а премія.
- 2012 — «Столиця запрошує» — 1-а премія.
- 2012 — «Сонце-Радість-Краса», Несебр, Болгарія — 1-а премія.
- 2012 — «Академконцерт» — 1-а премія.
- 2013 — «Столиця запрошує» — 1-а премія.
- 2013 — «Дитячий пісенний вернісаж» — 1-а премія.
- 2013 — «Слов'янський вінець», Кранево, Болгарія — 1-а премія.
- 2013 — «Осінні Зорі» — 1-а премія.
- 2013 — «Академконцерт» — 1-а премія.
- 2014 — «Кришталева зірка» — Гран Прі.
- 2014 — «Kiev Family Fest» — 1-а премія.
- 2014 — «Дитячий пісенний вернісаж» — 1-а премія.
- 2014 — «Соняшник» — 1-а премія.
- 2014 — «Зорепад» — 1-а премія.
- 2014 — «Веселі канікули осені» — 1-а премія.
- 2014 — «Осінні зорі» — Гран Прі.
- 2015 — «Моя Країна» — Гран Прі.

## Відео
- «Стежинка» [Архівовано 4 жовтня 2016 у Wayback Machine.], 1-а премія Всеукраїнського фестивалю «Столиця запрошує» (YouTube)
- «Батьки не завжди розуміють…», 1-а премія Всеукраїнського конкурсу «Дитячий пісенний вернісаж» (YouTube)
- «Піаністка» [Архівовано 9 жовтня 2016 у Wayback Machine.], 1-а премія Всеукраїнського фестивалю «Столиця запрошує» (YouTube)
- «Лень лениться» [Архівовано 7 березня 2013 у Wayback Machine.], кліп (YouTube)
- «Песенка королевы» [Архівовано 27 вересня 2016 у Wayback Machine.], мюзикл «12 місяців» (YouTube)
- «Песенка падчерицы» [Архівовано 7 березня 2013 у Wayback Machine.], з мюзиклу «12 місяців» (YouTube)
- Что такое М-новости? [Архівовано 7 березня 2013 у Wayback Machine.], Марія Мірошниченко — ведуча відеоканалу музичних новин (YouTube)
- «Піаністка», кліп (YouTube)